# 카프리의 깊은 밤
《카프리의 깊은 밤》(Capriccio, Love And Passion)은 이탈리아에서 제작된 틴토 브라스 감독의 1987년 드라마 영화이다. 니콜라 워렌 등이 주연으로 출연하였다.

## 출연

### 주연
- 니콜라 워렌
- 프란체스카 델레라
- 앤디 J. 포레스트

### 조연
- 이자벨라 비아진
- 베나니노 베난틴
- 피노 페네스

## 기타
- 의상: 조스트 야곱